# پارک ملی آتشفشان‌ها
پارک ملی آتشفشان‌ها (به لاتین: Volcanoes National Park) یک پارک ملی در رواندا است که در استان شمالی، اوگاندا واقع شده‌است.